# 蜆シモーヌ
蜆 シモーヌ（しじみ シモーヌ、1979年 - ）は、日本の詩人。アイルランド生まれ、主夫。

## 受賞歴
- 2021年、第59回現代詩手帖賞を受賞[2]。
- 2022年、『なんかでてるとてもでてる』で中原中也賞の候補となる。

## 作品リスト

### 詩集
- 『なんかでてるとてもでてる』思潮社、2021年10月
- 『膜にそって膜を』書肆子午線、2023年1月
- 『uta こめでぃあ uta』書誌子午線、2025年2月